# IC 3446
IC 3446 је галаксија у сазвјежђу Дјевица која се налази на листи објеката дубоког неба у Индекс каталогу.
Деклинација објекта је + 11° 29' 33" а ректасцензија 12h 31m 23,0s. Привидна величина (магнитуда) објекта IC 3446 износи 14,7 а фотографска магнитуда 15,3. IC 3446 је још познат и под ознакама CGCG 70-142, VCC 1356, PGC 41440.